# Un marit ideal
Un marit ideal és una comèdia del dramaturg irlandès Oscar Wilde, escrita l'any 1895. L'argument principal de l'obra gira entorn el xantatge, la corrupció política així com l'honor i la vida pública i privada de la societat victoriana. L'acció transcorre a Londres en el termini de vint-i-quatre hores.

## Dramatis Personae
- El Comte de Caversham, K.G.
- Lord Goring, el seu fill. El seu nom és Arthur.
- Sir Robert Chiltern, Bart., Sub-secretari del Ministeri d'Afers Exteriors.
- Vescomte De Nanjac, Membre de l'ambaixada francesa a Anglaterra.
- Mr. Montford, secretari de Sir Robert.
- Mason, el majordom de Robert Chiltern.
- Phipps, el majordom de Lord Goring. Descrit com el majordom ideal.
- James, criat dels Chiltern.
- Harold, criat dels Chiltern.
- Lady Chiltern, esposa de Sir Robert Chiltern.
- Lady Markby, una amiga dels Chiltern.
- La Comtessa de Basildon, una amiga dels Chiltern.
- Mrs. Marchmont, una amiga dels Chitlern.
- Miss Mabel Chiltern, la germana de Sir Robert Chitlern.
- Mrs. Cheveley, la xantatgista de Robert Chiltern; l'antiga promesa de Lord Goring; i antiga companya d'escola de Lady Chiltern.

## Els actes de l'obra
- Primer acte: Habitació de forma octogonal de la casa de sir Robert Chiltern, a Grosvenor Square.
- Segon acte: Saló de la casa de sir Robert Chiltern.
- Tercer acte: Biblioteca de la casa de Lord Goring, a Curzon Street.
- Quart acte: El mateix del segon acte.

- Temps: L'actual (de l'autor)
- Lloc: Londres

## Argument
Un marit ideal comença amb una festa a casa de Sir Robert Chiltern, situada a Grosvenor Square, Londres. Sir Robert, un prestigiós membre de la Cambra dels Comuns (House of Commons), i la seva esposa, Lady Chiltern, acullen els seus amics a la festa. Un dels convidats és Lord Goring, un dandi solter, seductor i, en aparença, un esnob frívol fruit de la societat victoriana; també hi trobem la germana de Sir Robert, Mabel Chiltern, secretament enamorada de Lord Goring.
Lady Markby, una amiga dels Chiltern, duu a la festa Mrs. Cheveley, una antiga companya d'escola de Lady Chiltern. Un cop presentada al polític, Mrs. Cheveley prova de fer xantatge Robert Chiltern perquè doni suport a la construcció d'un canal a l'Argentina, un projecte polític i econòmic considerat un frau. Segons sembla, l'antic amant de Mrs. Cheveley, el Baró Arkheim, va convèncer, anys enrere, a un jove Robert Chiltern perquè vengués uns documents d'Estat, fet que li va permetre guanyar la seva fortuna i que, en definitiva, va permetre consolidar la seva carrera política així com el seu prestigi. Mrs. Cheveley té la carta que demostra el crim, i amenaça Robert Chiltern de mostrar-la a l'opinió pública, destruint la seva carrera política i el seu matrimoni, si Sir Robert es nega a cooperar amb el projecte del canal argentí. Després de vacil·lar durant uns minuts, Sir Robert accepta donar suport polític al projecte a canvi de rebre la carta que el lliga.
Més tard, Mrs. Cheveley informa a Lady Chiltern del canvi de mentalitat del seu marit respecte al projecte del canal argentí. Lady Chiltern, que no ho creu possible i que desconeix el passat corrupte de Sir Robert, insisteix que no doni suport al frau. És aquí on Lady Chiltern es mostra com el personatge més pur de l'obra, afirmant que, per ella, Robert Chiltern és i serà sempre un model ideal, un model a seguir, en definitiva, un marit ideal; un model que representa la noblesa tant en la vida privada com en la pública. Sir Robert sembla redimir-se de donar suport a Mrs. Cheveley, enviant-li una carta on es nega a donar suport al projecte, però en el fons sap que està lligat als seus desigs.
Mentrestant, durant la festa, Lord Goring i Mabel Chiltern troben un fermall de diamants que Lord Goring va donar a una persona anys enrere; se'l guarda i demana a Mabel que l'informi si cap persona el reclama.
En el segon acte, que també es desenvolupa a casa de Sir Robert, aquest li explica a Lord Goring el problema en el qual es troba. Lord Goring només li aconsella lluitar contra Mrs. Cheveley així com que confessi la seva falta a la seva esposa. Sir Robert es nega en rodó a confessar-se a la seva dona, ja que ella li perdria l'amor que sent, atès que Lady Chiltern té a Sir Robert com un marit ideal, i el seu matrimoni com un exemple de moralitat i saber estar. En un moment de l'acte, Lady Chiltern resta a soles amb Lord Goring, mentre que Sir Robert atén uns assumptes d'Estat. Lord Goring insisteix a Lady Chiltern de ser menys moralista amb la gent, de ser més flexible i misericordiosa (tot això de manera indirecta i suau, donat que Lord Goring tampoc vol fer saber a Lady Chiltern les faltes del seu marit)

## Adaptacions
Jordi Sala en va fer una adaptació al català l'any 1997. Aquesta adaptació es va representar l'any 2001 a Salt i l'any 2009 al Teatre Goya (Barcelona), dirigida per Josep Maria Mestres. En el paper de Lord Goring hi trobem a Joel Joan; el matrimoni Chiltern és interpretat per Abel Folk i Mercè Pons; Sílvia Bel en el paper de Mrs. Cheveley; en el paper de Mabel Chiltern (adaptada aquí com a Gina Chiltern) Annza Ycobalzeta; Camilo García en el paper de Lord Caversham (adaptat a Senyor Goring); i Carme Balagué en el paper de Lady Markby. L'adaptació de Mestres ens trasllada de l'època victoriana a l'actual, on s'observa l'ús de telèfons mòbils més que no pas de cartes, on els majordoms i criats ja no hi són, i on el títol de Lord i Lady ha sigut substituït per Senyor i Senyora.